# Dumai
Dumai là thành phố ở tỉnh Riau trên đảo Sumatra, Indonesia. Thành phố có diện tích 1727 km² và có 174,465 cư dân (2001). Dumai là trung tâm giao dịch và vận chuyển quan trọng mang tính địa phương và quốc tế. Dumai có trữ lượng dầu khí phong phú (nhiên liệu và dầu cọ).
Dumai chia thành 5 quận nhỏ (theo cách chia của Indonesia - kecamatan):
- Bukit Kapur
- Dumai Barat
- Dumai Timur
- Medang Kampai
- Sungai Sembilan